# Penisola Javaj
La penisola Javaj (in russo Явай полуостров) si trova in Russia, nel nord della pianura siberiana occidentale. È la punta nord-occidentale della più grande penisola di Gyda e si protende nel mare di Kara. Amministrativamente appartiene al Tazovskij rajon del Circondario autonomo Jamalo-Nenec, nel Circondario federale degli Urali.

## Geografia
La penisola è bagnata a ovest e sud-ovest dalle acque del golfo dell'Ob', a est e sud-est dalle acque della baia della Gyda, la parte settentrionale è in mare aperto. Si allunga da sud a nord per oltre 210 km. La sua larghezza media nella direzione da ovest a est è di soli 20-30 km. A nord, la continuazione tettonica della penisola Javaj è l'isola di Šokal'skij, che è separata dallo stretto Gydanskij, un braccio di mare poco profondo, largo solo 5 km.
Il rilievo della penisola è una bassa pianura collinare, costellata da un gran numero di piccoli fiumi e laghi. Parte del territorio è molto paludoso. La sua altitudine raggiunge i 75 m sul livello del mare. La vegetazione è quella tipica della tundra. Ad eccezione dell'allevamento delle renne, la penisola è disabitata.
Tutta la sua parte settentrionale dal 1996 fa parte della Riserva naturale Gydanskij (заповедник "Гыданский") che comprende parti della penisola Mamonta, la penisola Olenij (полуостров Олений), la costa della baia Jurackaja, le isole Olenij e Šokal'skij.